# Pista Finlandesa
La Pista Finlandesa, o Paseo de Valdeflora, es una senda peatonal y ciclista situada en Oviedo, en la ladera sur del monte Naranco. Fue inaugurada en la década de los 80, sobre el trazado de un antiguo ferrocarril minero. Tiene una longitud de aproximadamente 5,4 kilómetros (de ida y vuelta en circuito lineal). Su recorrido llano, sus vistas sobre la ciudad dada su posición elevada y su entorno natural, rodeada de flora y fauna autóctonas, convierten a la Pista Finlandesa en una de las zonas verdes más transitadas por los ovetenses.

## Historia
El monte Naranco ha sido objeto de explotación minera desde al menos el siglo XVII, y sigue siéndolo a día de hoy mediante la explotación de canteras, si bien no es hasta el siglo XIX que comienza la minería a gran escala. Durante la década de 1870 se planificó la construcción de un ferrocarril en la loma sureste del monte, motivo de preocupación de autoridades y ciudadanos ya que se temía que pudiese afectar a la traída de aguas desde Fitoria hasta el acueducto de los Pilares, que en esa época suponía el principal abastecimiento hídrico de la ciudad. En el año 1880 se inaugura el ferrocarril minero del Naranco con una longitud de 7,5 km y un ancho de vía de 0,6 metros. Fue construido por Fábrica de Mieres, una de las empresas pioneras de la minería asturiana, para la extracción de mineral de hierro en Villapérez. Su trazado transcurría desde la actual cantera El Orgaleyo hasta la loma de San Pedro de Los Arcos, en el cargadero de la actual estación de Renfe, y salvando un desnivel de algo más de 30 metros. Si bien inicialmente el tren fue impulsado por tracción animal, posteriormente fue motorizado con una locomotora de vapor. Utilizado para el transporte de mineral de hierro, fue también empleado por vecinos de la zona para sus desplazamientos, llegando a tener como pasajero en agosto de 1902 a un joven rey Alfonso XIII en su visita a Santa María del Naranco y San Miguel de Lillo. La explotación del mineral de hierro en el Naranco finalizó en el año 1915.
En la década de 1980, bajo el mandato de Antonio Masip, el Ayuntamiento de Oviedo adquirió el trazado del antiguo ferrocarril del Naranco y decidió reconvertirlo en una zona de esparcimiento. Impulsada por Ignacio Sánchez de Posada, cardiólogo y concejal delegado de Sanidad y Medioambiente, la Pista Finlandesa es inaugurada a finales de 1987 con un coste de 15 millones de las antiguas pesetas. Construida sobre la antigua caja del ferrocarril minero, su trazado inicial fue de 1850 metros. En 1992, con Gabino de Lorenzo en la alcaldía, y dada la gran aceptación que tuvo entre los ovetenseses, fue ampliada en 850 metros desde Arneo (Villamejil) hasta Fitoria para constituir la actual distancia de 2700 metros (5,4 km ida y vuelta), con un coste de 63,9 millones de pesetas.
Entre los años 2008 y 2013 se construye el colector Norte de Oviedo en la zona comprendida entre el Instituto Monte Naranco y La Corredoria para conducir las aguas pluviales de esa ladera del Naranco hasta el río Nora. Las obras fueron ejecutadas por la Confederación Hidrográfica del Cantábrico, con un coste de 28 millones de euros, y financiadas en parte con fondos europeos. Este colector tiene una parte abierta con un trazado paralelo e inferior a la Pista Finlandesa, el cual se aprovechó para crear una nueva senda peatonal que parte de la misma Pista Finlandesa y llega hasta Villamejil, suponiendo un recorrido adicional aproximado de 1,3 kilómetros.

## Trazado
Tiene una longitud aproximada de 5,4 kilómetros (ida y vuelta) y tiene un recorrido llano con un desnivel acumulado inferior a los 40 metros. La senda discurre por la ladera sur-sureste del Naranco y permite el tránsito de peatones y ciclistas. Comienza en la Calle Pedro Caravia, perpendicular a la Avenida de los Monumentos, justo sobre el Colegio Público Parque Infantil y continua hasta terminar en la parroquia de Fitoria. En su recorrido se cruza con un camino rural a nivel de Villamejil y con la Calle José "El Xarreru" antes de llegar a Fitoria.
De oeste a este atraviesa o bordea las siguientes parroquias, poblaciones y barrios:
- Ciudad Naranco.
- Casares y Constante.
- Prados de La Fuente.
- Arneo (Villamejil).
- Fitoria.

A lo largo de su recorrido cuenta con tres refugios, varias zonas para sentarse y farolas alimentadas con energía solar.
Aunque su recorrido oficial es de 5,4 kilómetros, éste no es cerrado y se puede ampliar en varias direcciones tanto para peatones como para ciclistas. Así podemos avanzar en dirección este llegando hasta Cuyences y seguir bordeando el Naranco hasta su cara norte, dirigirnos a los monumentos prerrománicos girando por el camino que asciende a nivel de la primera fuente, tomar numerosos desvíos señalizados para subir al Pico Paisano (cima del Monte Naranco) o bien descender a otros barrios de Oviedo como La Corredoria o la localidad de Lugones.

## Flora y Fauna

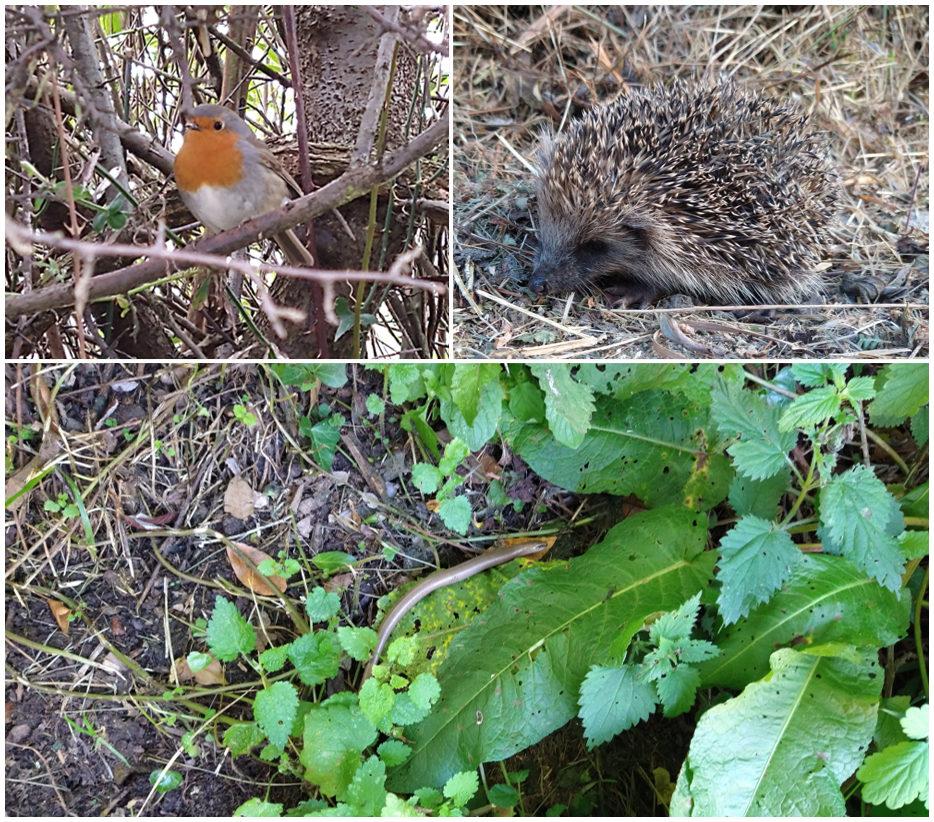
Petirrojo, erizo y esculibierto.

La Pista Finlandesa se encuentra rodeada de naturaleza y es posible disfrutar a lo largo de su recorrido tanto de árboles como de diversas especies animales autóctonas. La ladera contigua a la Pista Finlandesa que desciende hasta Ciudad Naranco es conocida como el parque de Prados de la Fuente, si bien este parque no está claramente definido consta de una superficie de unos 160.000 km2 según el Servicio de Parques y Jardines del Ayuntamiento de Oviedo.
Entre los animales salvajes más destacados y fáciles de divisar está el petirrojo (conocido en Asturias como raitán), aunque también podemos ver erizos, salamandras o esculibiertos. Aunque de hábitos nocturnos, también se han divisado jabalíes, un animal que está experimentando un gran aumento de su población en Asturias. Es fácil también contemplar durante el recorrido animales domésticos como vacas, burros o caballos (incluso asturcones), rotando de un pasto a otro en un ejercicio habitual de la ganadería extensiva de la región. En la última década se ha producido también un avance la avispa asiática, una especie considerada invasora en la región.
Entre los árboles más destacados veremos fresnos, robles, chopos, serbales, hayas, abedules, espinos, castaños, laureles o sauces. Es frecuente también la presencia abundante de tojos (o cotoya) y zarzas a ambos márgenes del camino. Si bien durante los años 2009-2011 la fundación hidrocantábrico del grupo EDP llevó a cabo la plantación de 30 mil árboles de especies autóctonas, durante las obras del colector Norte vecinos y ecologistas denunciaron la pérdida de hasta el 90% de los mismos.

## Agua y Fuentes

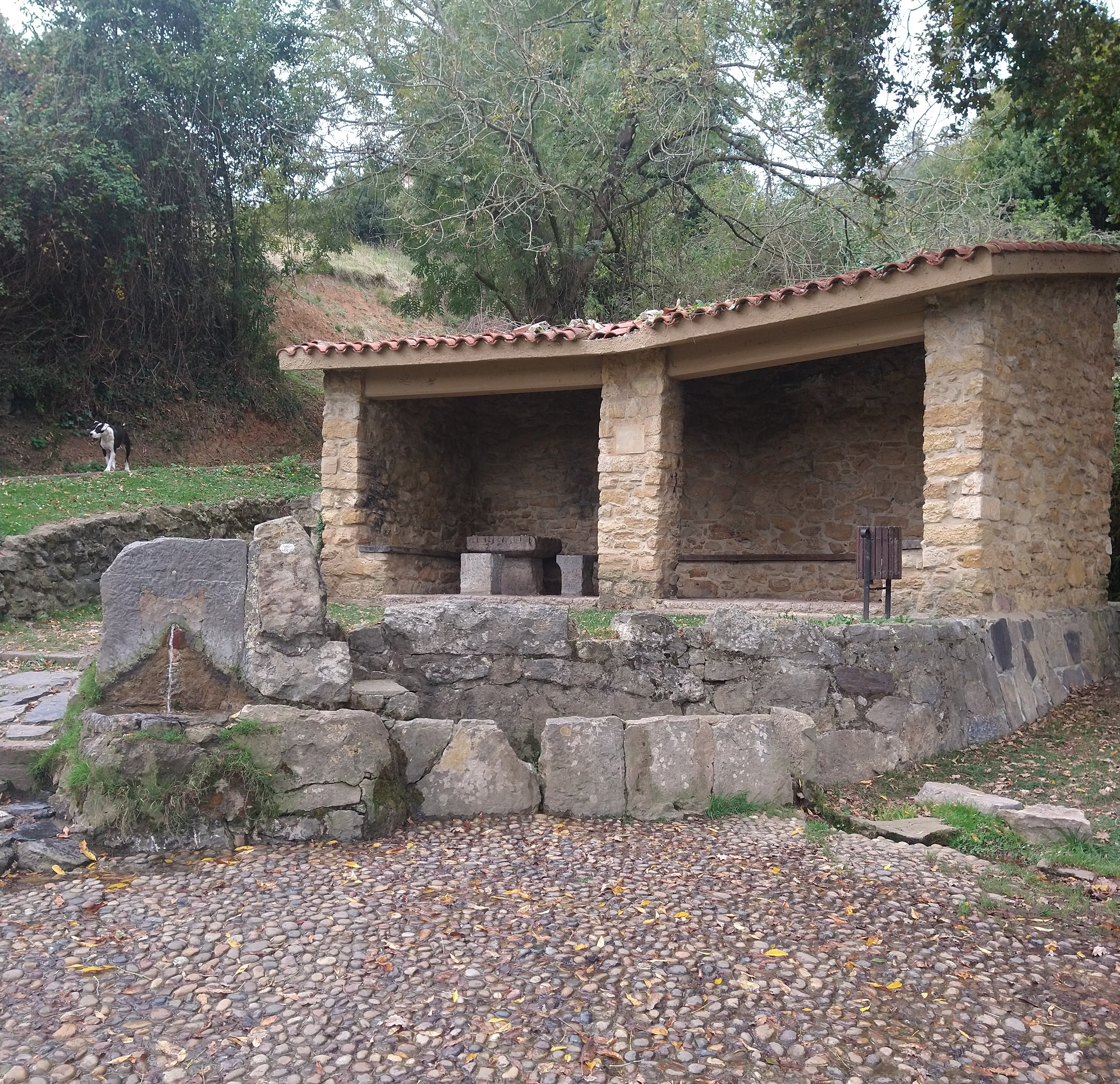
Fuente y abrevadero de Constante

La raíz *nar- de Naranco tiene origen indoeuropeo y un significado hidrográfico (agua, arroyo, fuente...). En el siglo XVI se construyó el acueducto de los Pilares para abastecer agua desde Fitoria a Oviedo, empleándose parte del trazado actual de la Pista Finlandesa, y se mantuvo activo hasta 1864 cuando fue sustituido por un sistema de depósitos de agua y tuberías a presión.
El Naranco es un monte repleto de fuentes y arroyos, también de lavaderos y neveros hoy día en desuso. La Pista Finlandesa tiene dos fuentes a lo largo de su recorrido. Nos encontramos con la primera fuente a 1,1 kilómetros del inicio de la senda, conocida como la fuente de Constante o de Prados de La Fuente al encontrarse entre ambos lugares y tiene además un abrevadero y un refugio de descanso con bancos y una mesa de piedra. Cerca del final de la senda y bajo una pasarela metálica nos encontramos con la histórica y popular Fuente del Sapo, datada del año 1500 y restaurada en 1990 por la Escuela Taller Vetusta, consta de un lavadero y si seguimos el curso del manantial que la nutre podemos ver uno de los primeros depósitos de agua que abasteció a la ciudad.
En el año 2013 concluye la obra del colector Norte de Oviedo el cual nace desde la propia Pista Finlandesa para acompañarla en paralelo por su parte inferior y continuar después hasta el río Nora.

## Equipamientos deportivos y eventos

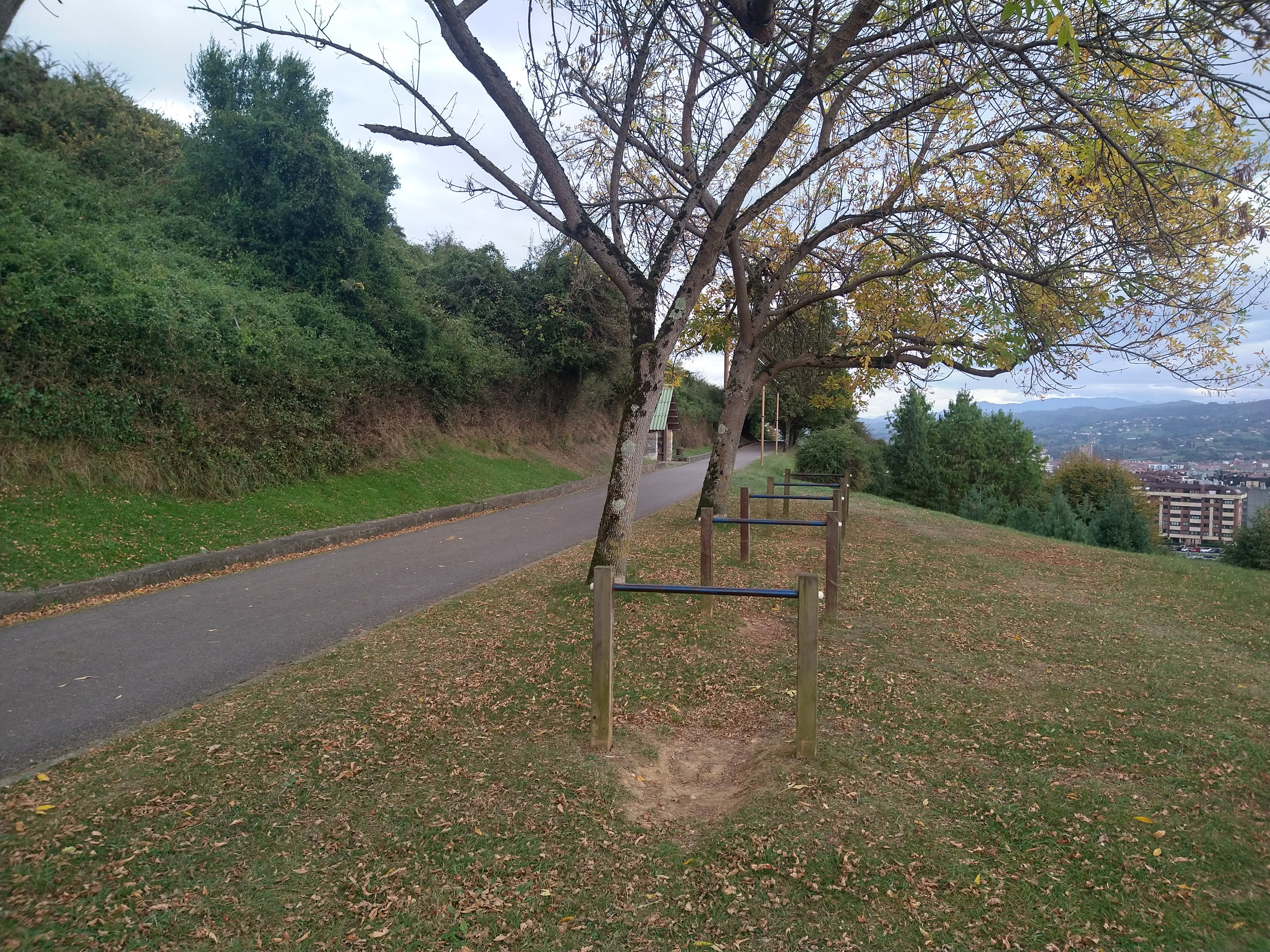
Carrera de obstáculos

La senda consta a lo largo de su recorrido de complementos deportivos: bancos de abdominales, zig-zag en obstáculos, barras de dominadas, carrera de obstáculos, etc.
En el año 2012 se instaló un gerontogimnasio o gimnasio para mayores al aire libre, situado encima del inicio del colector Norte.
En el margen derecho de la senda, a 400 metros del inicio de la Pista Finlandesa, hay un circuito de bicicletas todo terreno (BTT) para los aficionados al ciclismo de montaña o al trial-bike. La pista consta de dos bajadas de aproximadamente 550 metros de longitud cada una, combinando curvas peraltadas con saltos de hasta 2,5 metros. También consta de una pista más estrecha para la subida a lo alto del circuito sin afectar a los que realizan el descenso. Fue inaugurada en julio de 2013 por el Ayuntamiento de Oviedo, con la colaboración de la escuela taller de Monte Alto y de una empresa especializada con sede en Avilés.
La Pista Finlandesa y sus alrededores han acogido la celebración de la Farinato Race en los años 2019 y 2022. Se trata de una carrera de obstáculos multitudinaria, con pruebas tanto para adultos como para niños y familias, con un recorrido de unos siete kilómetros.
La III Media Maratón Verde de Oviedo, organizada en el año 2022 por el Club Deportivo Más o Menos, ha tenido parte de su recorrido a través de la Pista Finlandesa.
Entre la Pista Finlandesa y Prados de la Fuente hay un gran espacio verde, con una zona de merenderos cerca del circuito de BTT y que los ovetenses utilizan para hacer deporte y otras actividades al aire libre. Estos prados son también un lugar de encuentro habitual en el Martes de Campo.

## Proyectos y polémicas

### Spa fallido de Ciudad Naranco

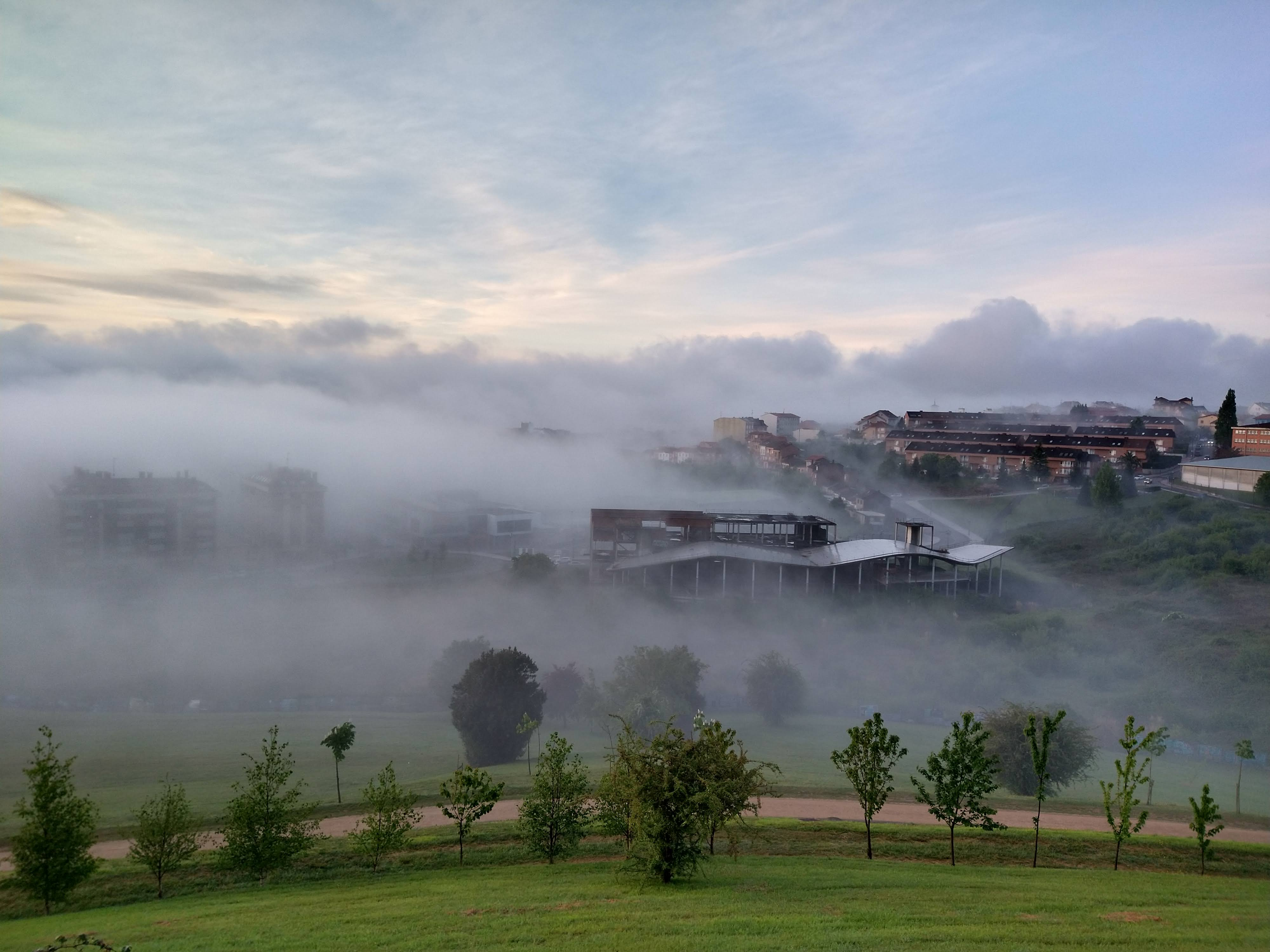
Spa fallido de Ciudad Naranco visto desde la Pista Finlandesa

Durante la última etapa de Gabino de Lorenzo como alcalde de Oviedo surgió un plan que pretendía crear una red de cinco centros deportivos, los cuales serían construidos y gestionados por empresas privadas sobre suelo municipal y con financiación parcial del propio Ayuntamiento. Ninguno de los cinco centros deportivos llegó a concluirse, en parte debido a la crisis financiera de 2007-2008 que hizo inviable la ejecución de un proyecto demasiado ambicioso.
El spa de Ciudad Naranco comenzó a proyectarse en el año 2006. Se cedió una parcela municipal de 42.138 metros cuadrados situada en la base de la Pista Finlandesa colindando con Prados de la Fuente. El proyecto inicial constaba de dos plantas: la inferior para albergar una piscina y un spa, y la superior para un gimnasio. Además se preveía construir en el exterior un circuito de atletismo, dos pistas de tenis, cuatro de pádel y una polideportiva. El Ayuntamiento concedió el proyecto a la empresa Naranco Wellness (sociedad constituida por la unión temporal de Jesús Martínez Álvarez Construcciones, El Caleyu Derivados, Contratas Iglesias y Gaia Gestión Deportiva) con un presupuesto inicial de unos 13 millones de euros, de los cuales 3 millones los pondría el propio consistorio. Las obras comenzaron en el año 2008 y ya en 2009 quedaron paralizadas, llegando a construirse los cimientos y la estructura de hormigón del edificio principal. A partir de entonces comienzan acusaciones mutuas entre la empresa y el consistorio, pasando después a una larga etapa de juicios en los que la empresa demandaba al Ayuntamiento 3,3 millones de euros que finalmente quedaron reducidos a 1 millón por los daños y perjuicios causados por el incumplimiento del contrato. Durante más de 10 años el esqueleto abandonado del fallido centro deportivo ocupó una zona muy visible para los vecinos de Ciudad Naranco y los usuarios de la Pista Finlandesa, los cuales demandaron repetidamente su derribo que a su vez estaba bloqueado por los litigios. Finalmente en 2021 y tras terminar el proceso judicial se procedió a la demolición del edificio con un presupuesto de 316.000 euros.

### Parque del Prerrománico y la Pista Finlandesa
En el año 2017, con el socialista Wenceslao López en la alcaldía (en coalición con Somos Oviedo e Izquierda Unida), surge el proyecto de un gran parque para recuperar el entorno de los monumentos prerrománicos con una superficie de 310.000 metros cuadrados. El proyecto constaba de una primera fase que abarcaba desde la curva del restaurante El Mirador hasta la fuente de los Pastores, y una segunda que ampliaría esta zona verde hasta la Pista Finlandesa por la zona este y hasta el parque Purificación Tomás por el oeste. El objetivo era transformar esos terrenos en un parque forestal con especies autóctonas y alejar el tráfico de los monumentos mediante la creación de un nuevo vial. El plan contaba con el apoyo del Principado y contemplaba las siguientes actuaciones: reconstrucción del paraguas del antiguo lavadero, desviar el tráfico de los monumentos prerrománicos, demolición de la antigua casa rectoral (en estado ruinoso), protección del caserío rural, creación de un Museo del Prerrománico Asturiano (MUPA), creación de un mirador, áreas de descanso, sendas peatonales y ciclistas y repoblación con árboles autóctonos. El proyecto llegó a estar redactado y pendiente de ejecución.
En el año 2019, con la llegada al Ayuntamiento de Alfredo Canteli este proyecto es suspendido y abandonado.

### Anillo verde
El anillo verde de Oviedo surge con la idea de crear un gran trazado que circunvale el núcleo urbano de la capital, uniendo sendas actuales, bosques y distintos lugares de interés hasta completar un trayecto de unos 60 kilómetros. El proyecto surge en 2017 inspirado en el anillo verde de Vitoria con dos objetivos: unir distintos caminos ya existentes y aprovechar servidumbres de paso, y que desde cualquier punto de la capital se pueda acceder al mismo en un tiempo aproximado de unos 20 minutos.
El anillo verde recorrería la vía verde de Fuso de la Reina pasando sobre el río Nalón, continuaría por Las Caldas hasta Trubia para luego llegar a la iglesia prerrománica de San Pedro de Nora y luego volver hacia la ciudad por San Claudio llegando al inicio del Camino Primitivo siguiendo hacia el Parque Purificación Tomás. El Naranco estaría incluido íntegramente en esta iniciativa con el Parque del Prerrománico, de tal manera que se continuaría hacia Santa María del Naranco y San Miguel de Lillo para luego descender a la Pista Finlandesa. Una vez terminada la Pista Finlandesa seguiría hacia la cara norte del Naranco para conectar después con la senda fluvial del Nora junto al centro ecuestre de El Asturcón. Luego continuaría a la vera del río Nora en dirección a Colloto, Pando, San Esteban de Las Cruces y finalmente La Manjoya. Desde ahí se adentraría en los bosques de El Fulminato y La Zoreda (atravesando la antigua Fábrica de Explosivos) para conectar de nuevo con la vía verde de Fuso de la Reina.
El nuevo equipo de gobierno local, elegido en 2019, anunció que iba a continuar con este proyecto, pero de momento se encuentra paralizado.

## Imágenes

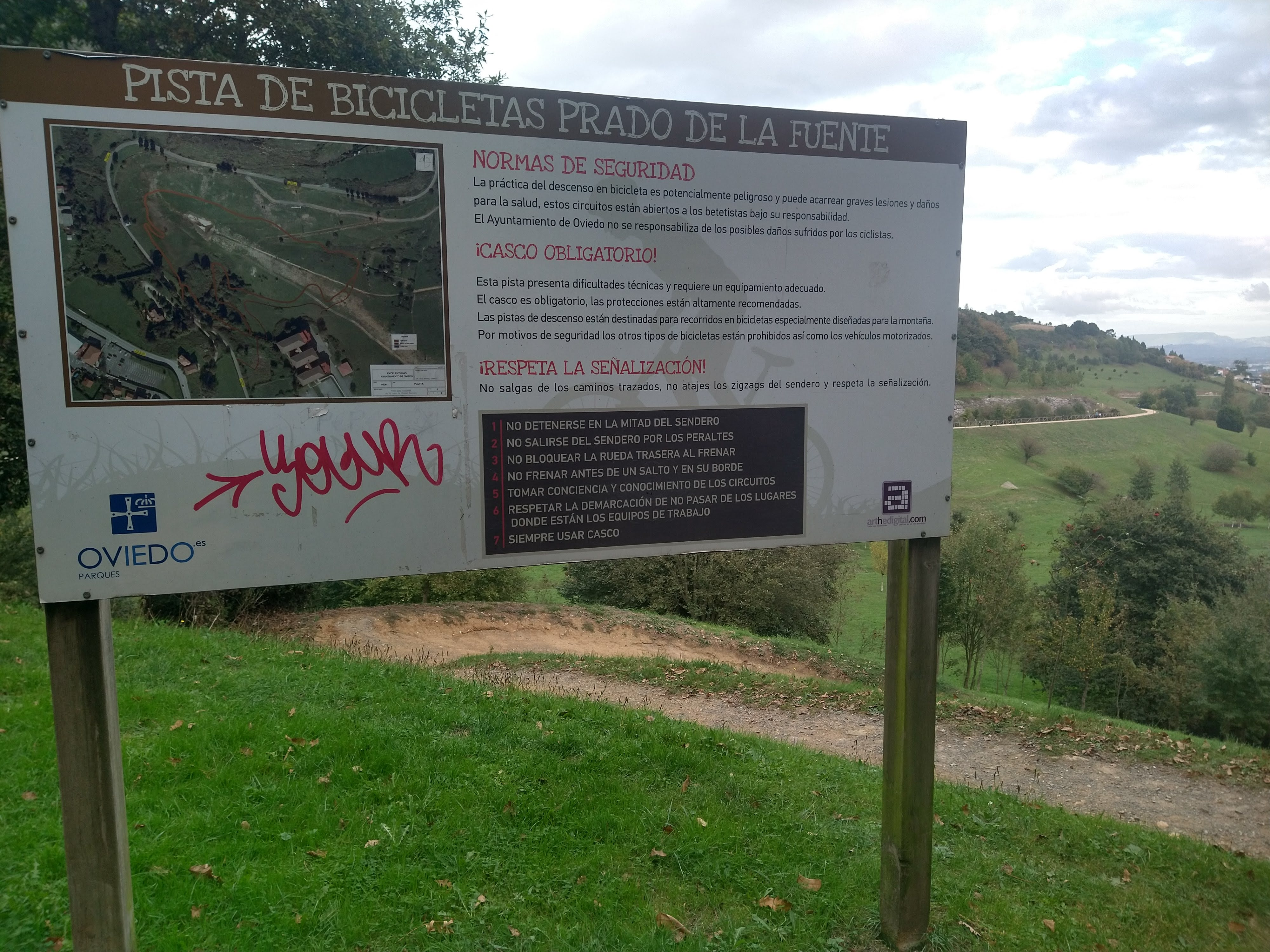
Panel explicativo del circuito BTT
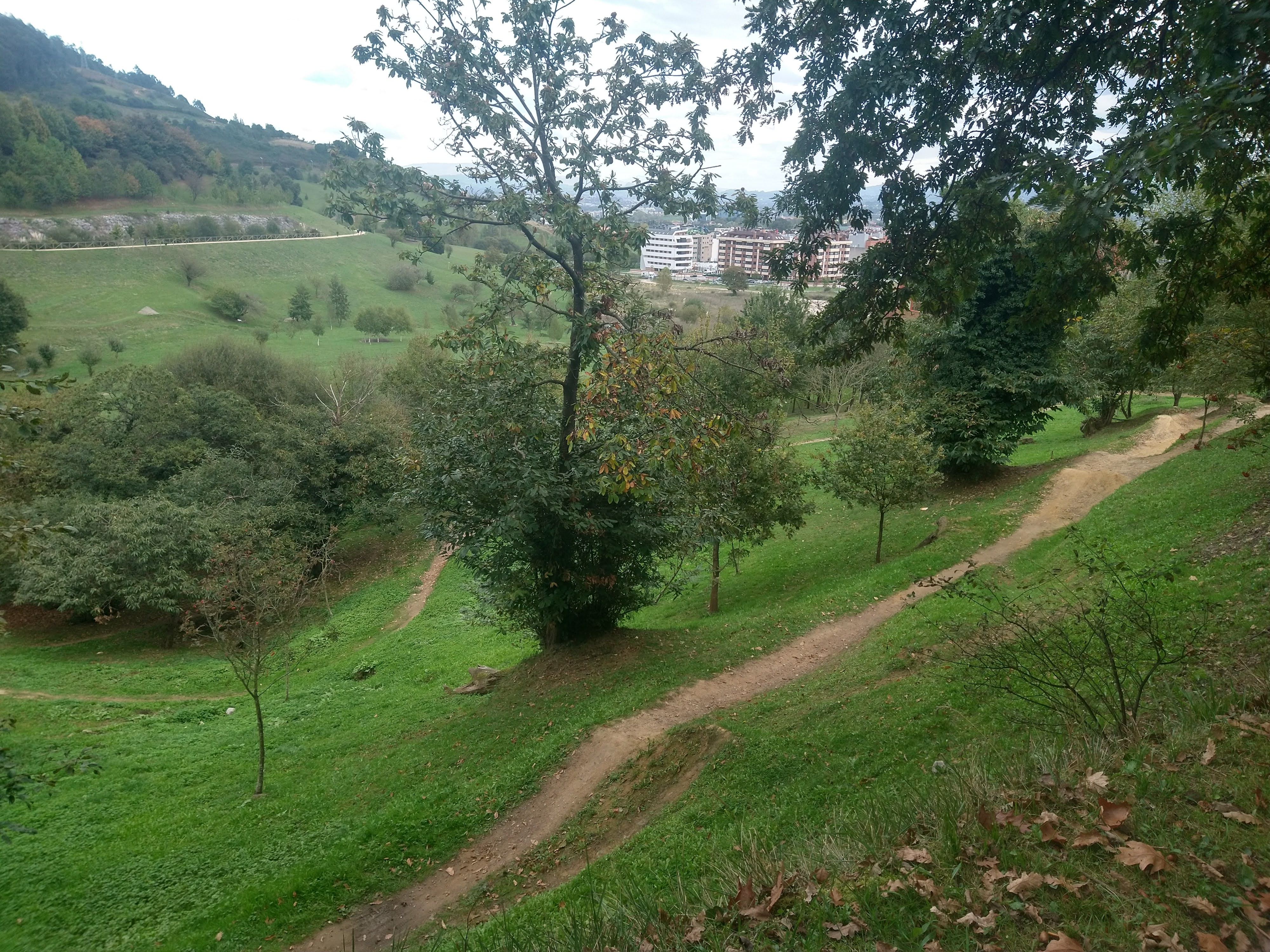
Camino de descenso BTT
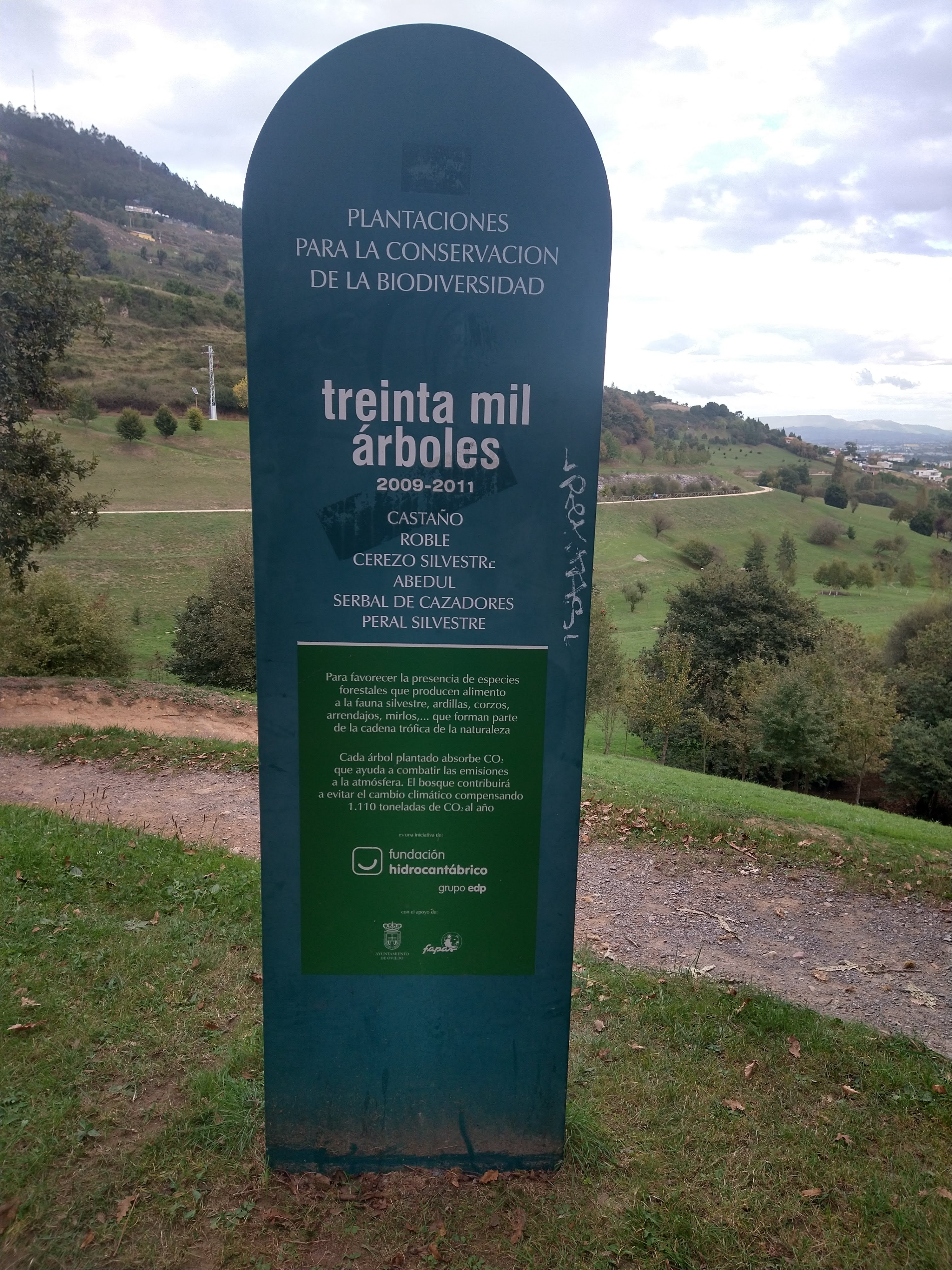
Panel conmemorativo plantación 30 mil árboles EDP
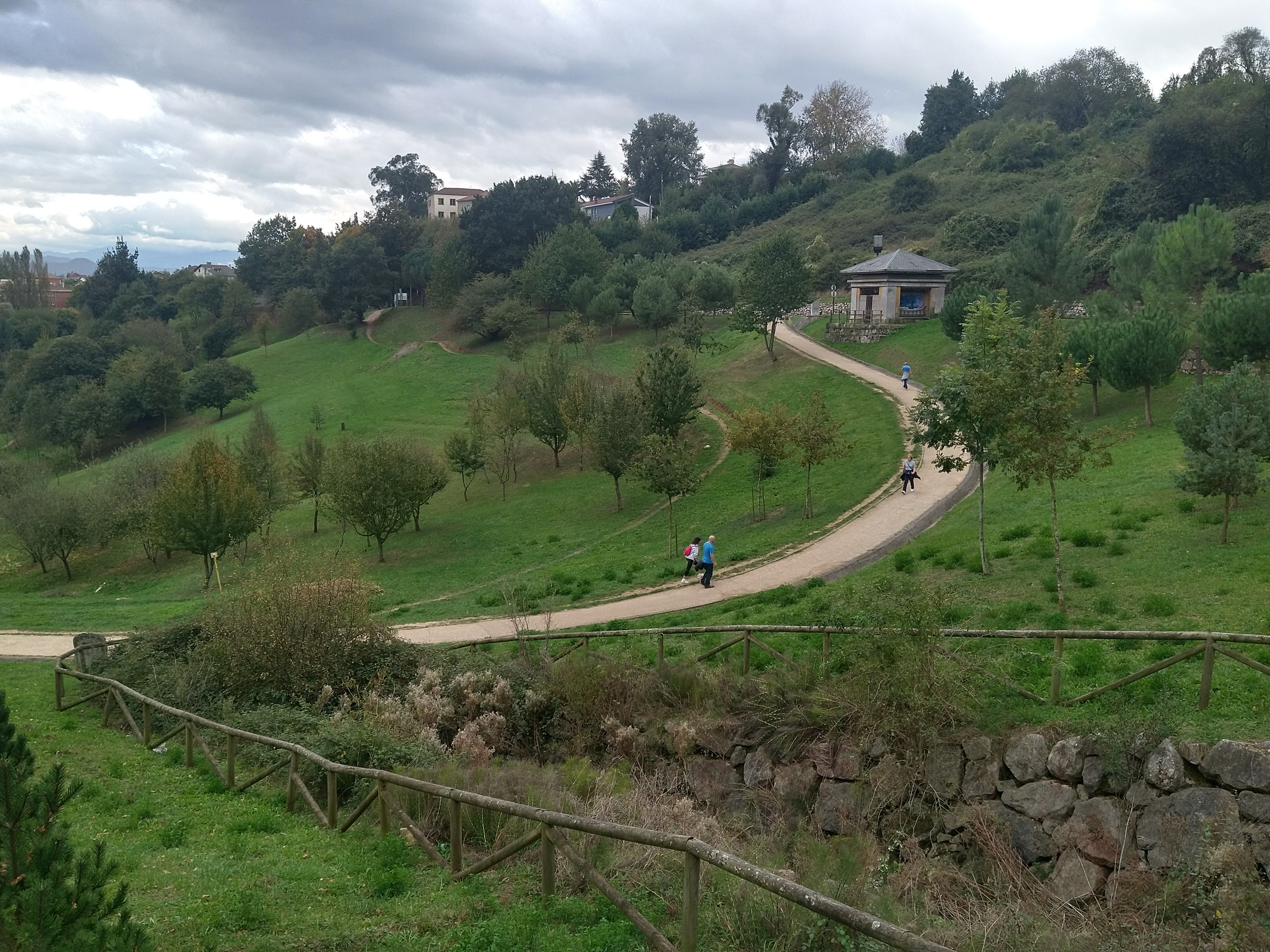
Inicio de la senda del colector Norte
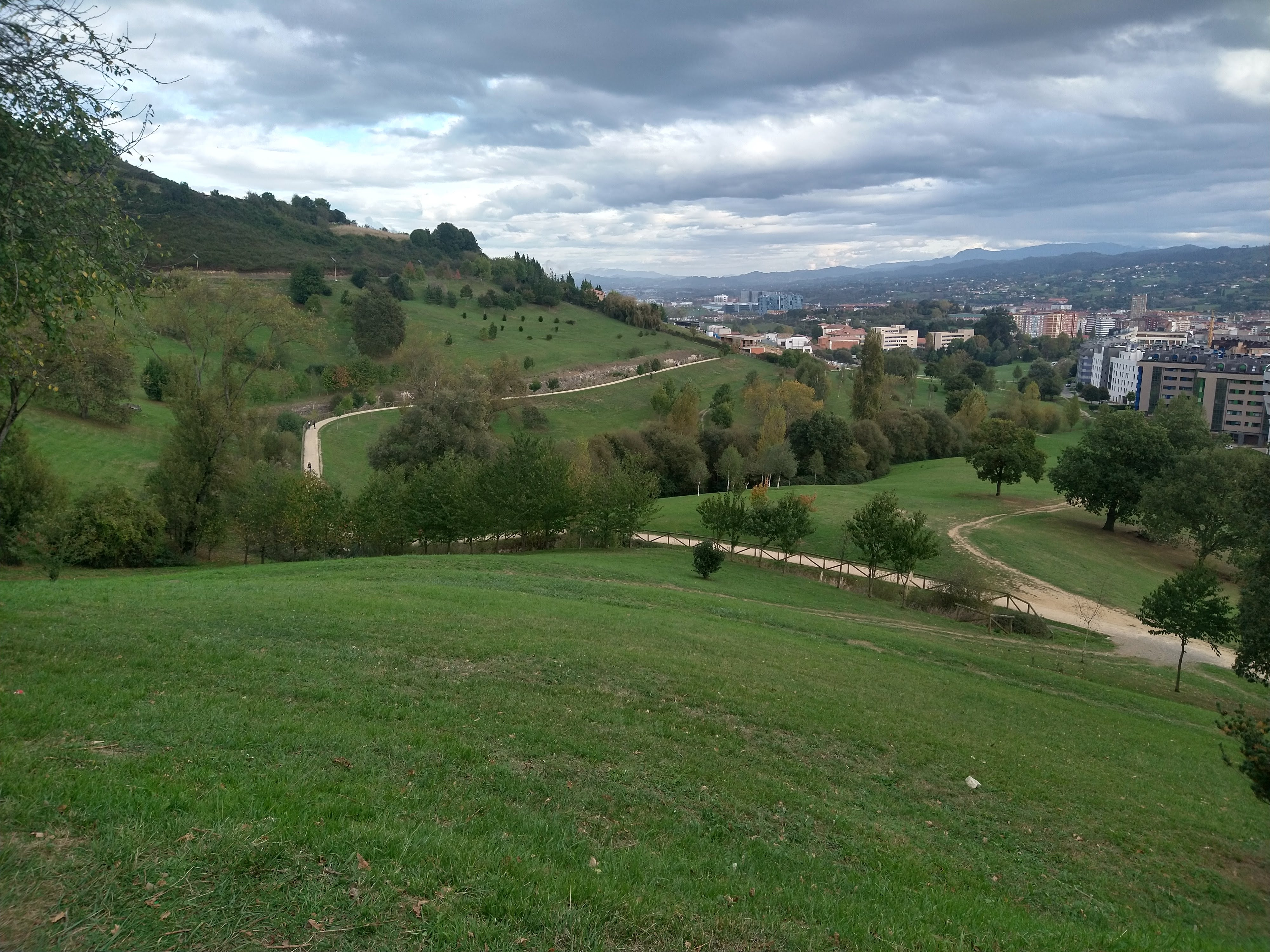
Senda del colector Norte paralela a la Pista Finlandesa
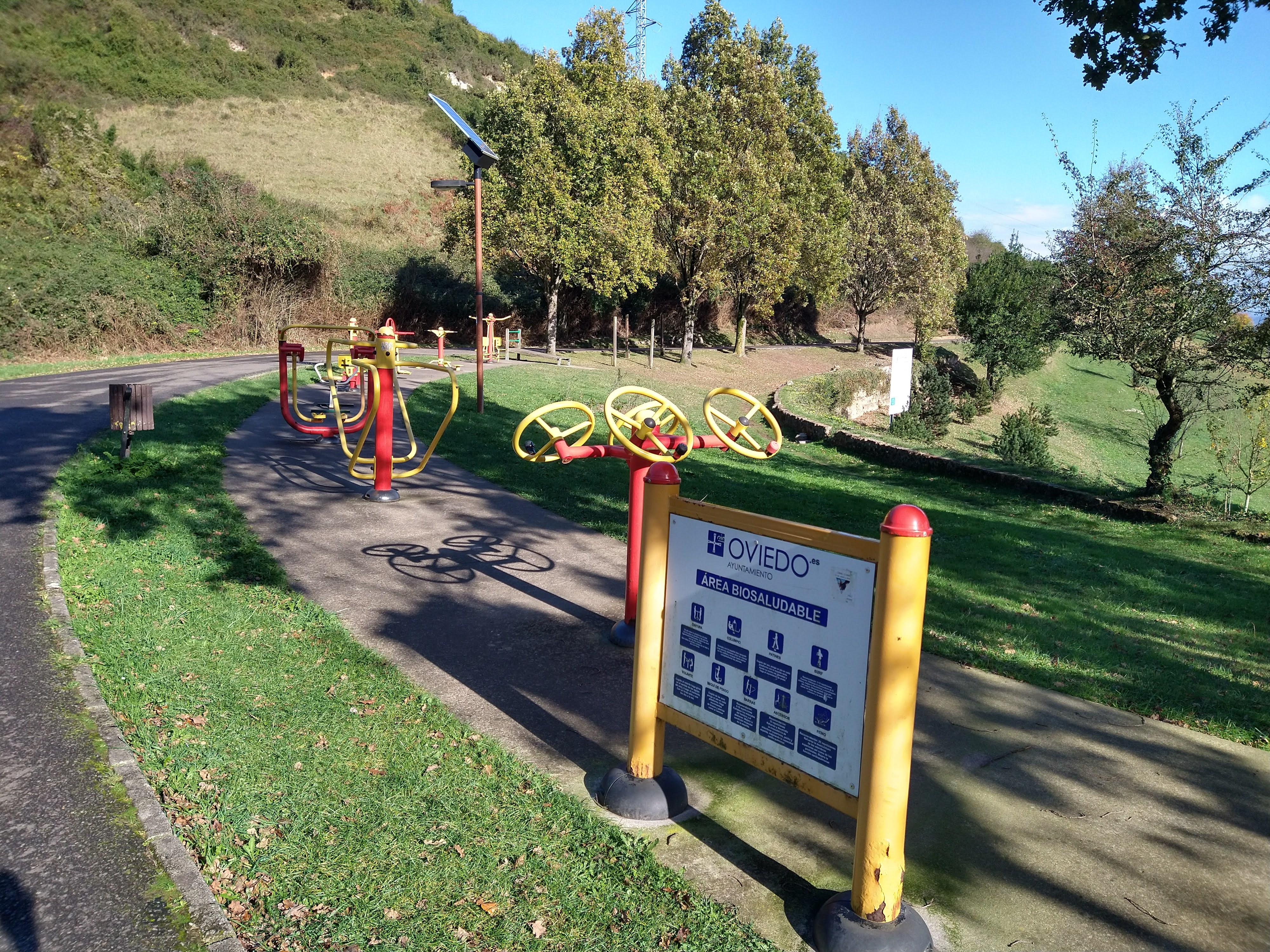
Gimnasio exterior para mayores
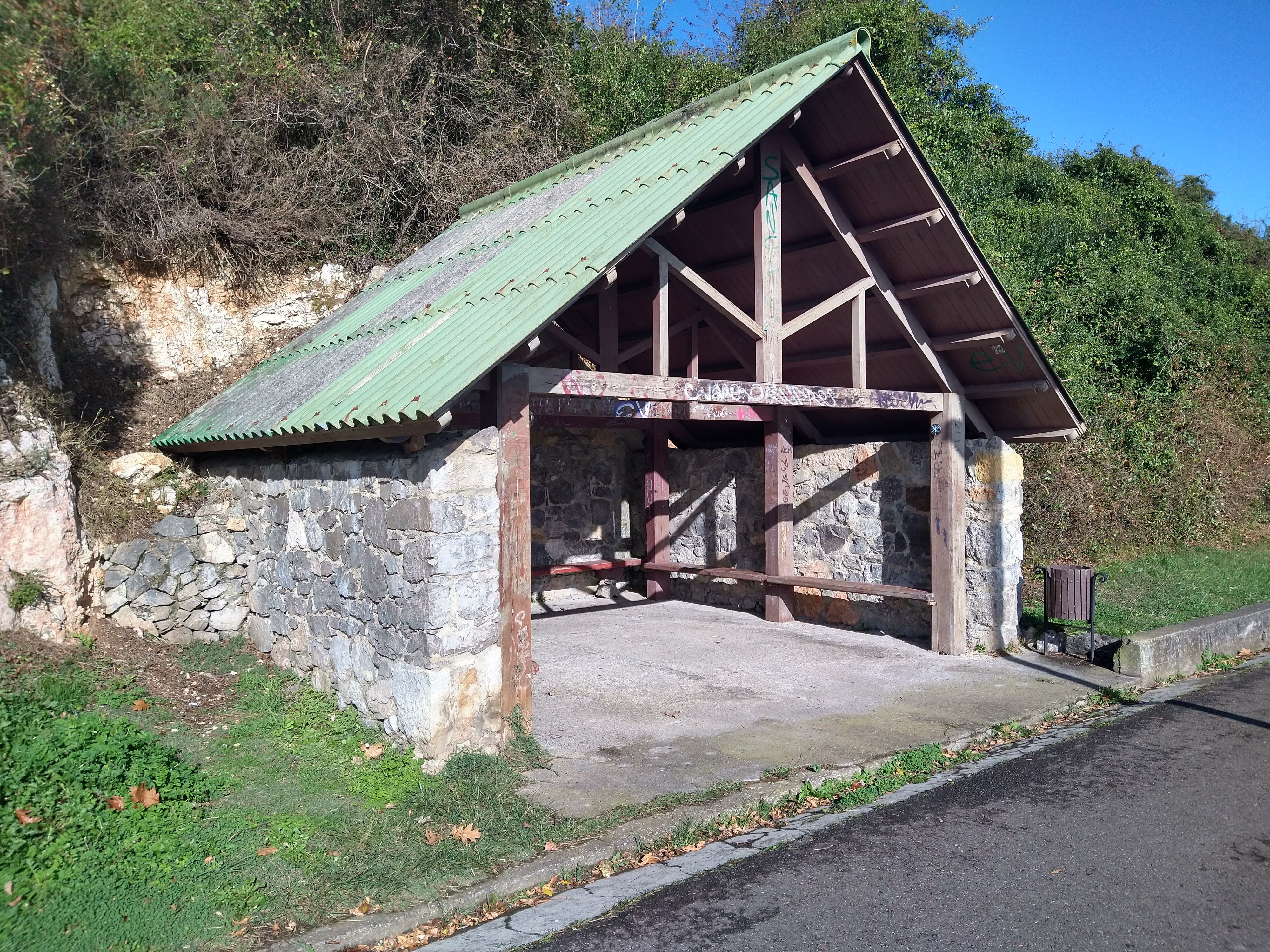
Primer refugio
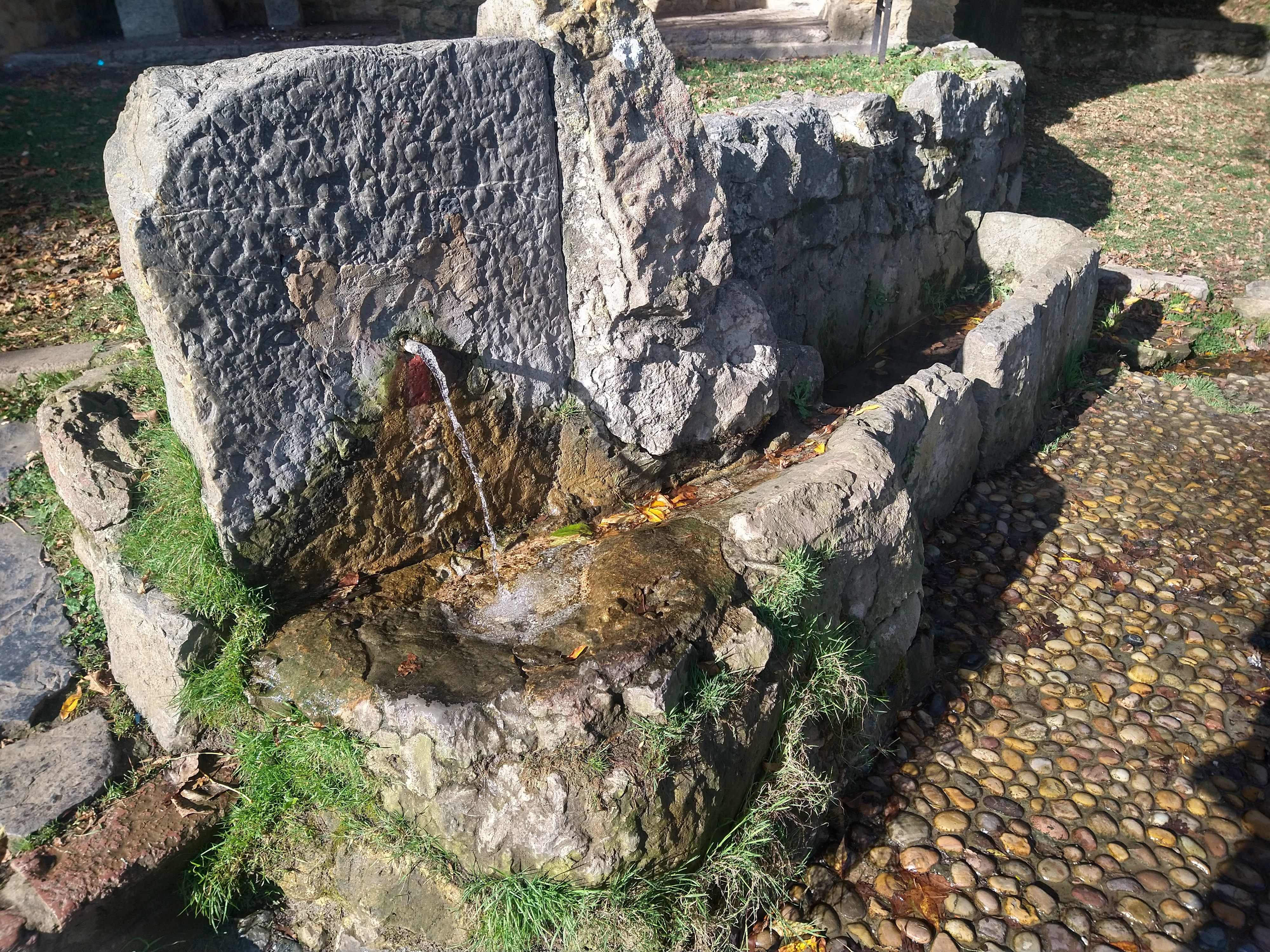
Fuente con abrevadero de Constante